# Samaksan
Samaksan är ett berg i Sydkorea.   Det ligger i provinsen Gangwon, i den norra delen av landet, 70 km nordost om huvudstaden Seoul. Toppen på Samaksan är 654 meter över havet, eller 393 meter över den omgivande terrängen. Bredden vid basen är 3,8 km. Samaksan ligger vid sjön Uiamho.
Terrängen runt Samaksan är huvudsakligen kuperad, men åt nordost är den platt. Runt Samaksan är det ganska tätbefolkat, med 155 invånare per kvadratkilometer. Närmaste större samhälle är Chuncheon, 7,5 km nordost om Samaksan. I omgivningarna runt Samaksan växer i huvudsak blandskog.